# Josef Wagner
Josef Wagner (2. března 1901 Jaroměř – 10. února 1957 Havlíčkův Brod) byl český sochař a kreslíř, žák Jana Štursy a Josefa Mařatky, restaurátor a profesor na Uměleckoprůmyslové škole v Praze.

## Život
Pocházel ze staré kamenické rodiny, která působila ve Dvoře Králové od roku 1848. Jeho otec Jakub Wagner žil a tvořil střídavě v Jaroměři a ve Dvoře Králové. Zemřel v roce 1909 a zanechal po sobě tři syny a dceru. Všichni synové pokračovali v rodinné tradici a stali se z nich sochaři.
Prostřední Josef se vyučil u otčíma Josefa Bárty, který převzal rodinnou dílnu. Už v dětství v něm zanechalo hluboký dojem dílo barokního sochaře Matyáše Bernarda Brauna, které mohl obdivovat ve svém okolí. V letech 1917–1921 absolvoval kamenosochařskou školu v Hořicích. V letech 1922–1926 studoval sochařství na Akademii výtvarných umění, nejprve u profesora Jana Štursy, který rozpoznal jeho zvláštní nadání, cit pro kámen i braunovskou inspiraci. Tři roky studia u Jana Štursy považoval Wagner za nejdůležitější léta svého života. Po jeho smrti dokončil studia u Otakara Španiela.
Na škole se také seznámil se svojí budoucí ženou, sochařkou Marií Kulhánkovou, s níž měl dva syny Josefa Wagnera ml. a Jana Wagnera, později rovněž výtvarné umělce. Během studia se spolu s bratry podílel na restaurování Braunova Mariánského sloupu v Jaroměři a podnikl studijní cesty s přítelem Vincencem Makovským do Itálie (1924) a Paříže (1926–1927). V letech 1927–1928 byl žákem Otty Gutfreunda na VŠUP. V tomto období Wagner, který dosud dával přednost portrétní tvorbě, získal první veřejné zakázky: výzdobu budovy okresní nemocenské pojišťovny v Jaroměři, památník letce Jendy Hofmana ve Velké Jesenici a pomník Slezského povstání na Ostré hůrce u obce Háj.
V roce 1930 strávil spolu se svým bratrem Václavem několik měsíců v Itálii, kde na něho největší dojem udělaly práce renesančních mistrů Michelangela a Donatella. Další studijní cestu absolvoval v roce 1932, když se svou manželkou navštívil Řecko. Tyto zkušenosti ovlivnily Wagnerův umělecký vývoj a přispěly k tomu, že dozrál v hotovou osobnost s nezaměnitelným sochařským rukopisem. Třicátá léta lze označit za šťastné období jeho tvorby, kdy vznikla řada vrcholných děl: Sochař (1934), Květy u potoka (1933), (1934) a především dlouhá série Torz.
V této době si vybudoval se svou ženou ateliér v Novém lese u Kuksu, v těsné blízkosti Braunova Betléma, který však musel opustit po záboru Sudet.
Pod dojmem nebezpečí hrozícího jeho vlasti vytvořil Wagner v roce 1938 jednu ze svých nejkrásnějších soch s názvem Země, pro kterou jako materiál zvolil dřevo. Na ni navázaly další postavy střídající kámen a dřevo: Umění (1938), Smutné jaro (1942), Útisk (1944), Vavřín (1944), Tání (1944). Věnoval se také monumentální tvorbě, kromě pomníků navrhoval náhrobní sousoší a plastiky nebo reliéfy a vlysy na výzdobu církevních i veřejných budov. Patří mezi ně například Pomník obětem květnové revoluce 1945 ve Dvoře Králové (1948–1954), socha Utrpení (1947) na strašnickém hřbitově (1947) nebo pomníky Bedřicha Smetany (1938–1949) pro Karlovy Vary a Jaroslava Vrchlického (1938–1956) v Praze. Řada dalších návrhů nebyla realizována, zachovaly se stovky přípravných kreseb, které lze mnohdy považovat za plnohodnotná umělecká díla. Bronzová socha Antonína Dvořáka, kterou podle návrhu Josefa Wagnera zhotovil jeho syn sochař Jan Wagner, byla odhalena na náměstí před Rudolfinem v Praze roku 2000.
Od roku 1928 byl členem SVU Mánes, v letech 1938–1941 byl šéfredaktorem časopisu Volné směry. Od roku 1946 byl řádným členem České akademie věd a umění.
Roku 1945 byl Josef Wagner jmenován profesorem na Vysoké škole uměleckoprůmyslové v Praze, kde učil až do roku 1957. Své studenty kromě sochařství učil také restaurátorským metodám. Restaurování se sám věnoval prakticky po celý život. Jednou z posledních zakázek byla obnova renesančních sgrafit na Míčovně Pražského hradu. Pokračoval i ve své sochařské tvorbě. V roce 1956 dokončil plastiku Karla IV. pro Karolinum. Přestože byl již těžce nemocen, pracoval na návrhu Chlapce s ratolestí pro československý pavilon na Expu 58.
Josef Wagner zemřel po těžké operaci dne 10. února 1957 v Havlíčkově Brodě ve věku nedožitých 56 let. Na vlastní přání byl pohřben na hřbitově v Hořicích.

### Žáci
Z jeho žáků vynikli zejména sochaři Olbram Zoubek, Eva Kmentová, Vladimír Preclík, Věra Janoušková, Vladimír Janoušek, Miloslav Chlupáč, Zdeněk Palcr.

### Ocenění
- 1935 Cena České akademie věd a umění za sochu Ležící torzo
- 1937 Velká cena v Paříži za sochu Poezie
- 1948 Alšova cena hl. m. Prahy za sochu Karla IV. pro Karolinum
- 1953 Laureát Státní ceny za novou restaurační metodu při obnově sgrafit na Míčovně Pražského hradu

## Dílo
Wagner se vyznačoval mimořádným citem pro materiál a většinu svých soch sám tesal do kamene, nejraději opuky a pískovce. Teplé barvy kamene nejlépe vyhovovaly jeho osobitému, lyrickému pojetí sochy, inspirovanému archaickým Řeckem i českým barokem.
I když nebyl přímo politicky pronásledován, doba jeho stylu nepřála a i většina jeho velkých děl zůstala v galeriích a soukromých sbírkách. Na pražském Petříně je jeho pomník J. Vrchlického, před Rudolfinem stojí jeho pomník A. Dvořáka a opuková socha Karla IV. zdobí předsíň rektorátu Univerzity Karlovy. Jeho lehké, poetické kresby posloužily jako ilustrace prózy i poezie.
| „                  | Wagner miloval hudbu a básně a ty mu lásku vracely. Jeho sochy dívek jsou vylehčeny milostnou písní, kterou poslouchají lidské oči. Byl sochařem, který psal básně do kamene, a básníkem, který místo rytmů tesal sochy. | “ |
| — Jaroslav Seifert | |   |

### Sochy (výběr)
- Bludný balvan, 1929
- Ležící torzo, 1935
- Poezie, 1936 – Velká cena na Světové výstavě v Paříži 1937
- Oblaka a Země, 1938
- Lazar z Betánie, 1939–1941
- Útisk, 1944
- Utrpení, 1947
- Pomník Antonína Dvořáka před Rudolfinem Praha, 2000
- Památník slezského odboje na Ostré Hůrce ve Slezsku, 1928–29

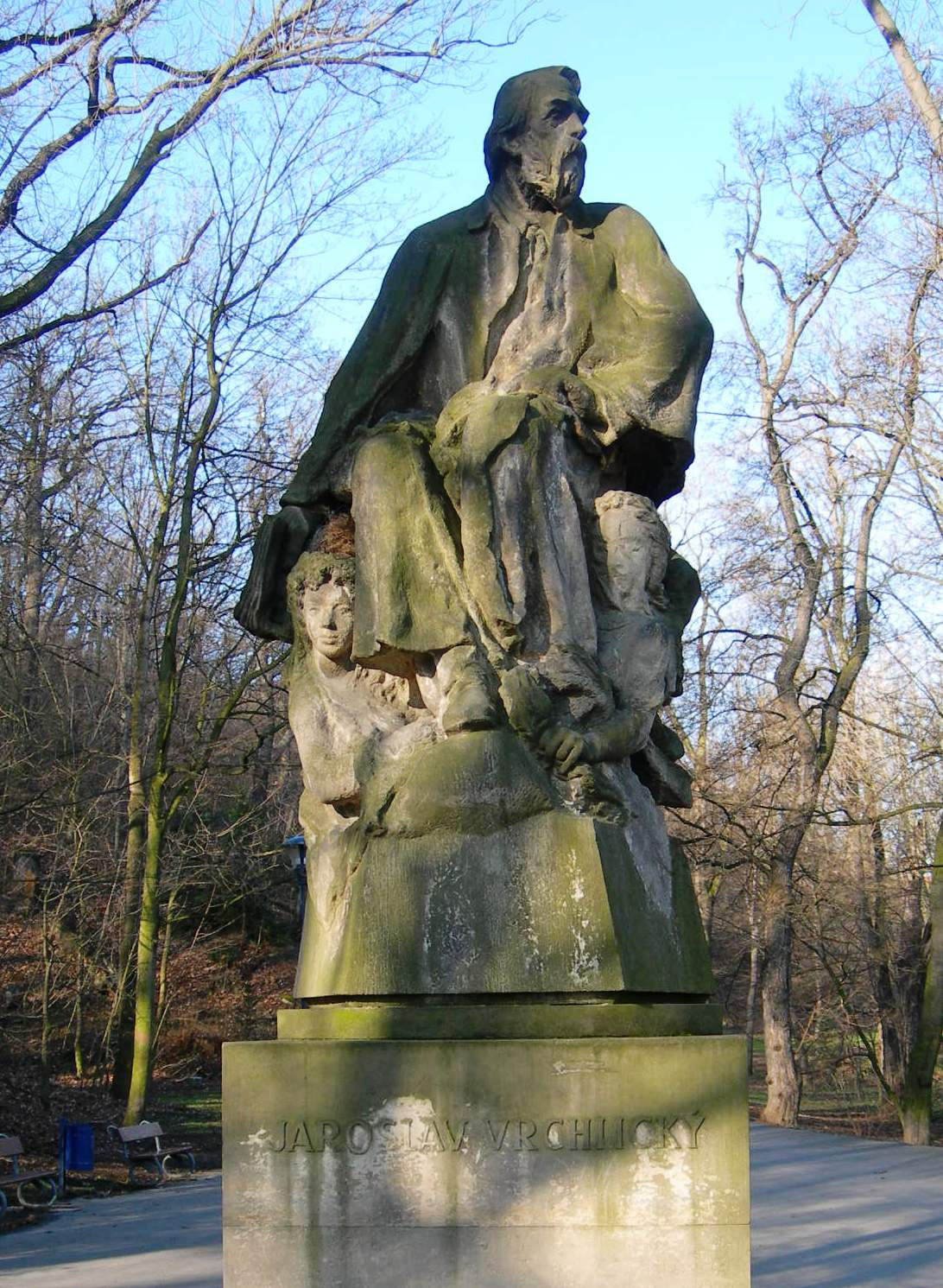
Pomník Jaroslava Vrchlického na Petříně v Praze, 1936–56 (1936 1. cena v soutěži)
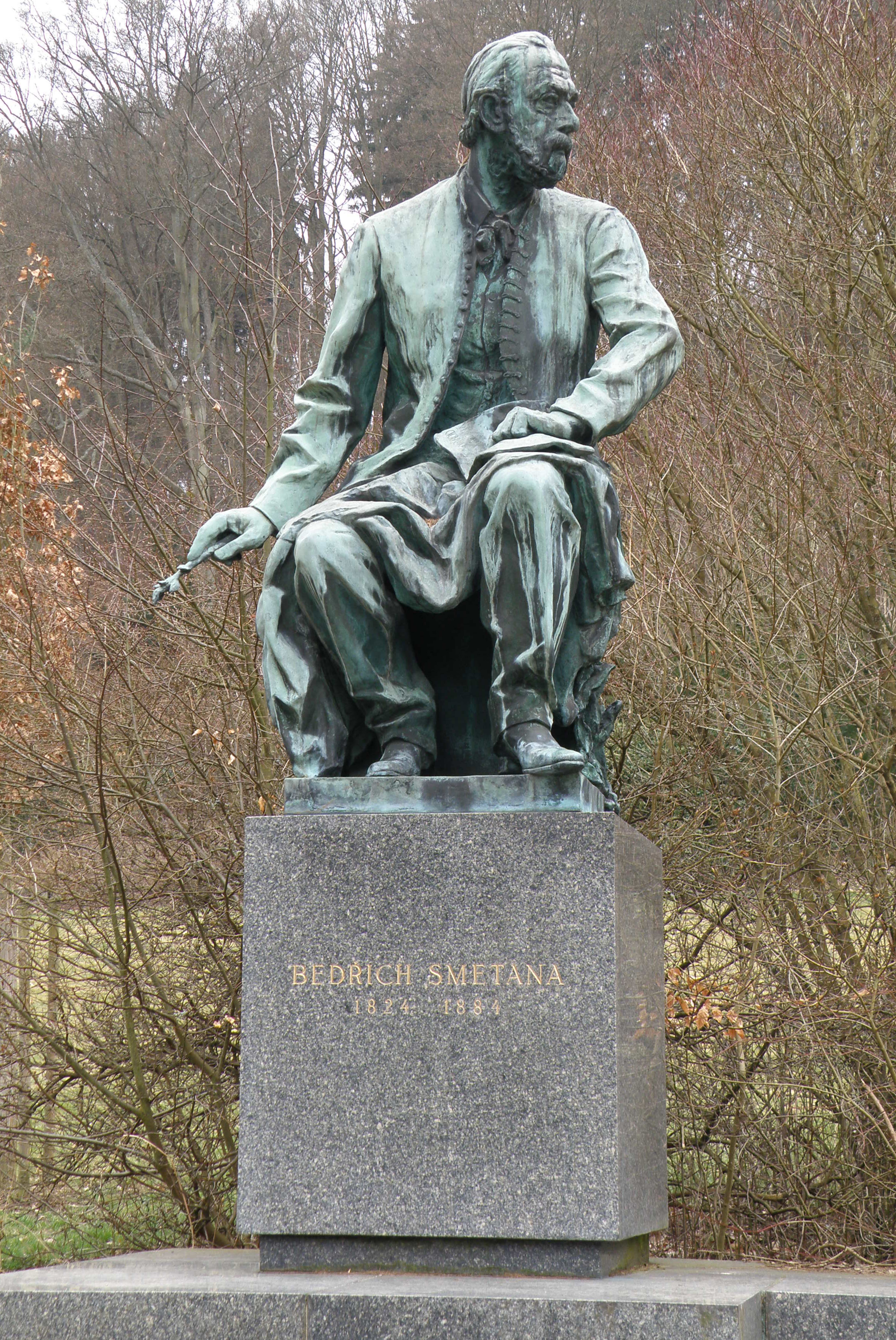
Pomník Bedřicha Smetany (Karlovy Vary) v Karlových Varech, 1936–49 (1936 1. cena v soutěži)
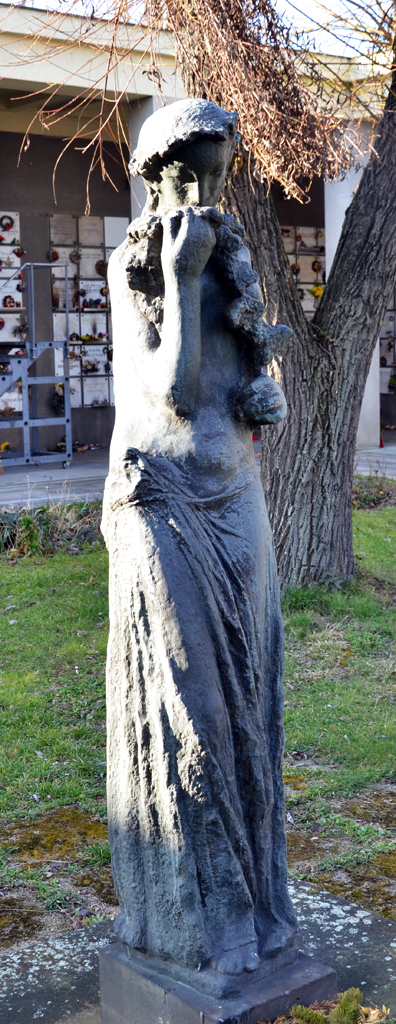
Smutné jaro (1942)
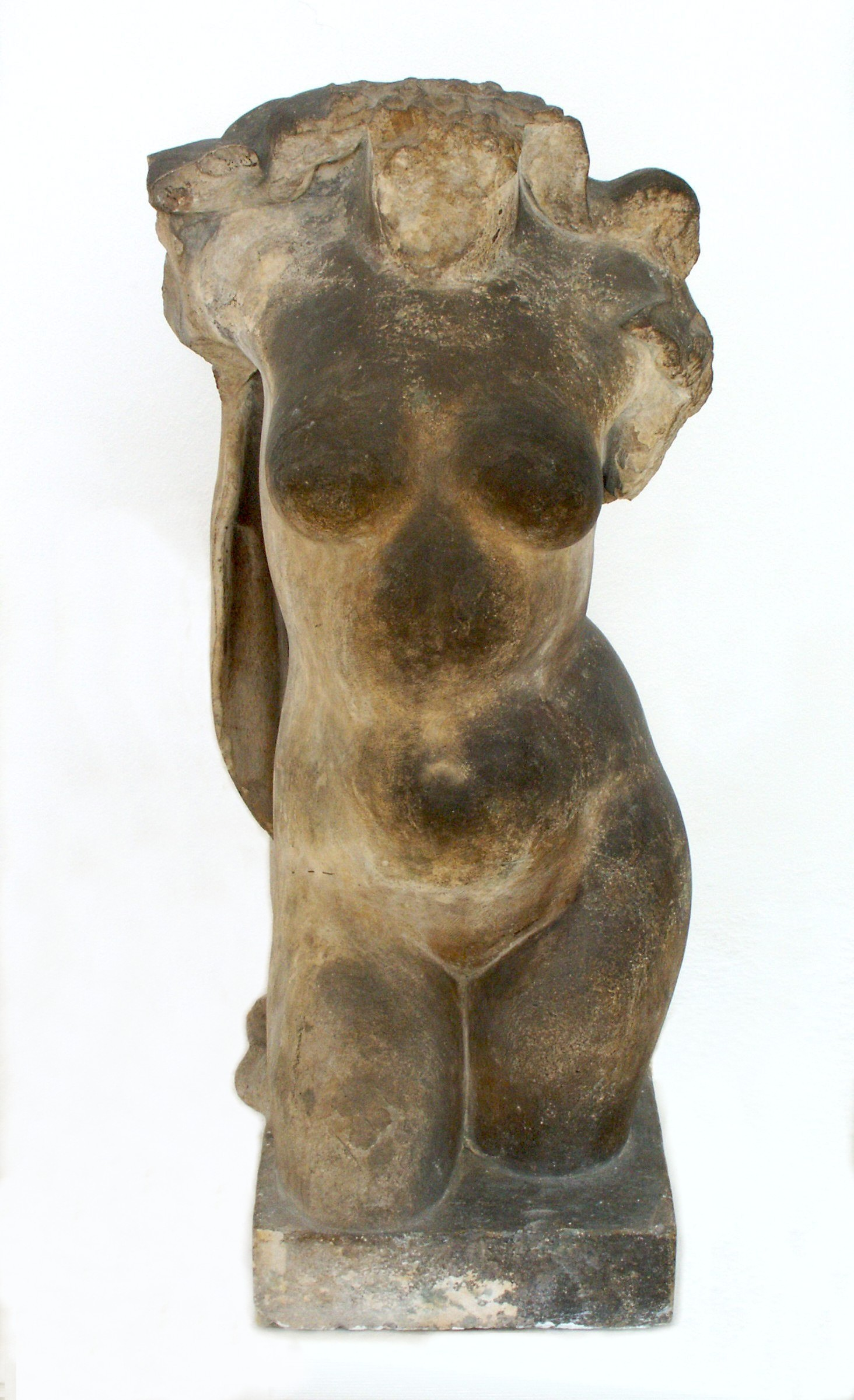
Studie k Podzimu, GMU Roudnice n.L.
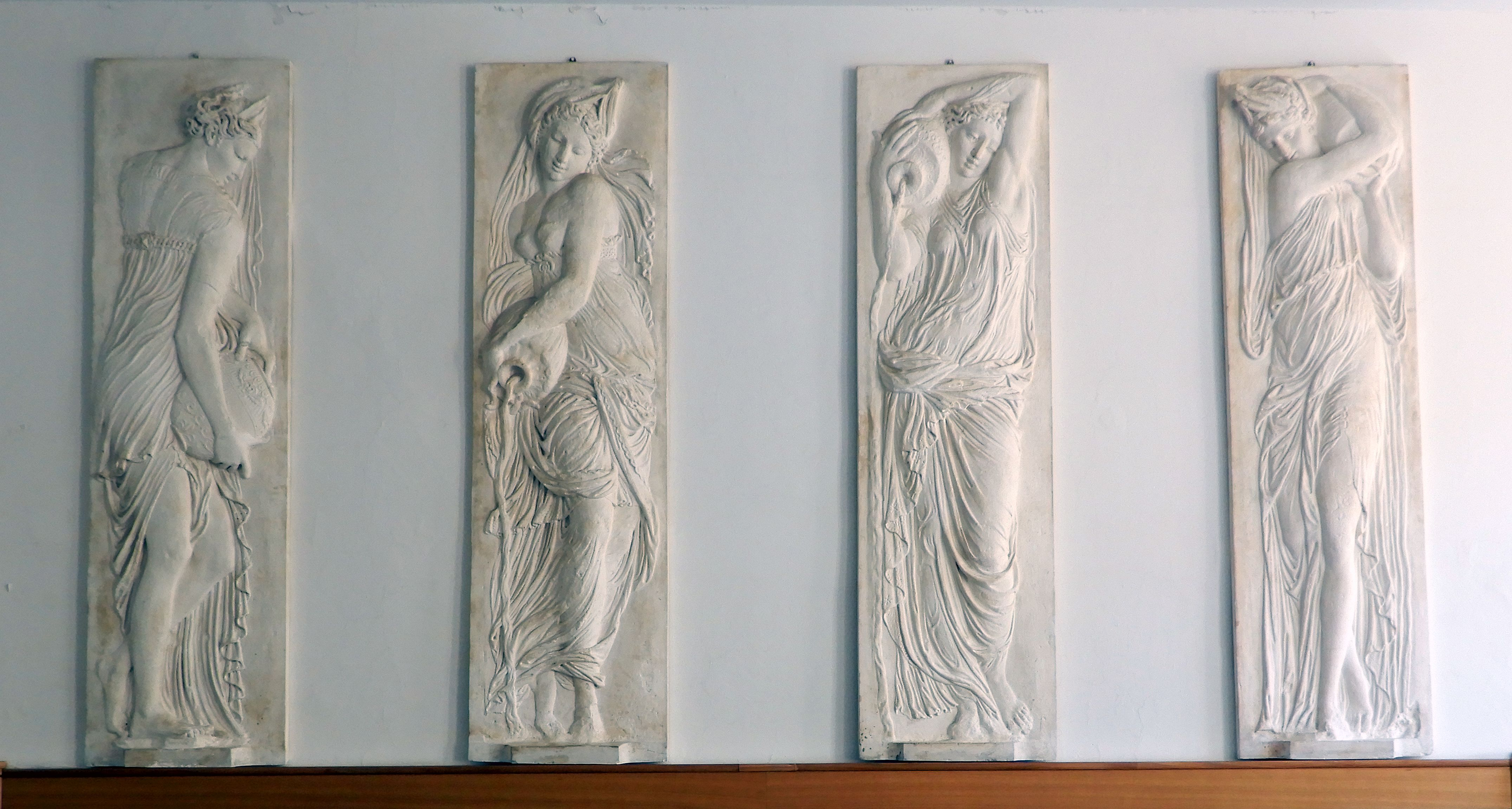
Čtyři alegorie řek; VŠUP Praha

- Model náhrobku sv. Vojtěcha pro chrám sv. Víta, 1936 (čestná cena, nepřijal)
- Pomník padlým ve Dvoře Králové, 1948–1954
- Pomník Karla IV. pro Velkou aulu Karolina, 1948 (Alšova cena hl. města Prahy)